# Combustible d'aviació

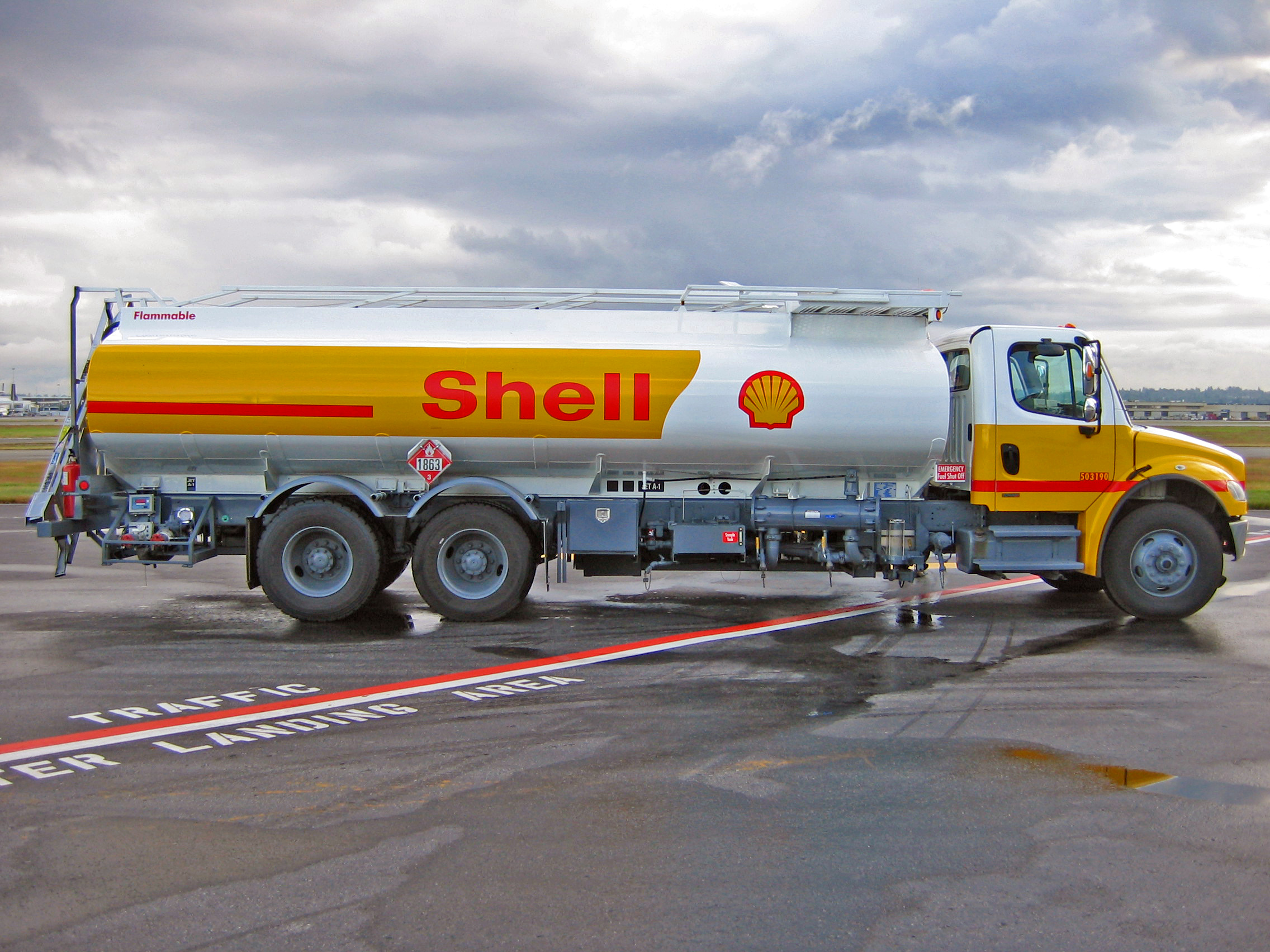
Camió cisterna transportant combustible d'aviació

El combustible d'aviació és un tipus especialitzat de combustible derivat del petroli que es fa servir per alimentar els motors d'aeronaus. En general, és de millor qualitat que els combustibles utilitzats en aplicacions menys crítiques, com ara calefacció o el transport per carretera, i sovint incorpora additius que redueixen el risc de gelada o explosió per altes temperatures, entre altres propietats. La majoria d'aerolínies comercials i aeronaus militars fan servir combustible per a reactors per obtenir un màxim d'eficiència al cost més baix possible.